# サンタフェ・トレイル

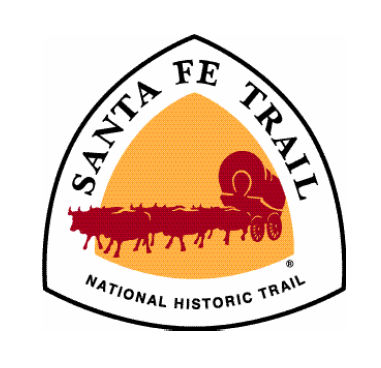
サンタフェ・トレイルのロゴマーク

サンタフェ・トレイル（Santa Fe Trail）は、19世紀のアメリカ合衆国における西部開拓ルートの1つであった。オレゴン・トレイルが同国北西部を横断して現在のオレゴン州に至るのに対し、サンタフェ・トレイルはミズーリ州からニューメキシコ州まで南西部を横断していた。

## 歴史
サンタフェ・トレイルは1821年にウィリアム・ベックネルによって開かれた。開設当初、このルートはアメリカ合衆国とメキシコの国際通商路であった（当時のニューメキシコはメキシコ領であった）。1846年に勃発した米墨戦争においては、同ルートはアメリカ合衆国のニューメキシコ侵攻ルートとして使用された。南西部併合後は、同地域の産業・入植の振興に大きな役割を果たした。1880年に鉄道が開通すると、同ルートの果たしていた軍事上・通商上の重要な交通路としての役割は鉄道に引き継がれた。
現在、このルートの跡地は国立公園局によってサンタフェ国指定歴史街道（Santa Fe National Historic Trail）として指定されている。

## ルート

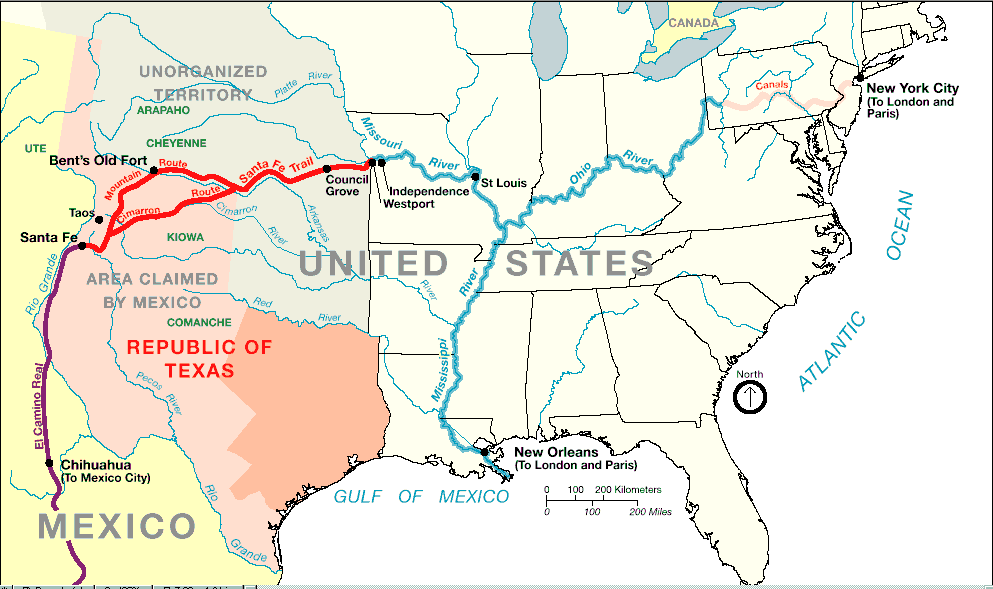
1845年のサンタフェ・トレイル(赤色)の地図

サンタフェ・トレイルの起点となっているのはミズーリ州中央部の小さな町フランクリン（Franklin）である。この町はミズーリ川の北岸に位置している。ミズーリ州内においては、このルートは既存のオサゲ・トレース（Osage Trace）に沿って西進し、カンザスシティ東郊のインディペンデンスに至った。インディペンデンスは3本の西部開拓ルート、オレゴン・トレイル、カリフォルニア・トレイルとこのサンタフェ・トレイルの分岐点であった。
サンタフェ・トレイルはインディペンデンスからさらにカンザス州やコロラド州南西部を通り、南下してニューメキシコ州に至った。このルートの終点はその名が示す通り、ニューメキシコの州都サンタフェであった。
このルートにはいくつかの支線があった。カンザス州内においては、ドッジシティ・ガーデンシティ（w:Garden City, Kansas）間において、アーカンソー川を遡る支線があった。もうひとつの代表的な支線は、カンザス州ウリゼス（Ulysses）近くで分岐し、オクラホマ州北西部を通ってニューメキシコ州ワトロス（Watrous）で合流し、サンタフェへ向かうというものであった。

## 映画
1940年、サンタフェ・トレイルとその沿道での暮らしを題材とした映画が公開された。この映画にはロナルド・レーガンらが出演した。